# Lijst van Nederlandse gemeenten per provincie

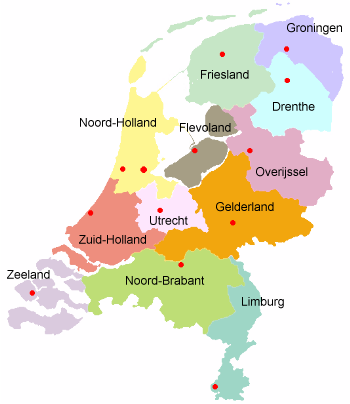

Dit is een lijst van Nederlandse gemeenten per provincie (gegevens per 1 januari 2023). In de dik gedrukte gemeente ligt de provinciehoofdstad.

## Drenthe(12)
1. Aa en Hunze
2. Assen
3. Borger-Odoorn
4. Coevorden
5. Emmen
6. Hoogeveen
7. Meppel
8. Midden-Drenthe
9. Noordenveld
10. Tynaarlo
11. Westerveld
12. De Wolden

## Flevoland(6)
1. Almere
2. Dronten
3. Lelystad
4. Noordoostpolder
5. Urk
6. Zeewolde

## Friesland(18)
1. Achtkarspelen
2. Ameland
3. Dantumadeel (officieel: Dantumadiel)
4. De Friese Meren (officieel: De Fryske Marren)
5. Harlingen
6. Heerenveen
7. Leeuwarden
8. Noardeast-Fryslân
9. Ooststellingwerf
10. Opsterland
11. Schiermonnikoog
12. Smallingerland
13. Súdwest-Fryslân
14. Terschelling
15. Tietjerksteradeel (officieel: Tytsjerksteradiel)
16. Vlieland
17. Waadhoeke
18. Weststellingwerf

## Gelderland(51)
1. Aalten
2. Apeldoorn
3. Arnhem
4. Barneveld
5. Berg en Dal
6. Berkelland
7. Beuningen
8. Bronckhorst
9. Brummen
10. Buren
11. Culemborg
12. Doesburg
13. Doetinchem
14. Druten
15. Duiven
16. Ede
17. Elburg
18. Epe
19. Ermelo
20. Harderwijk
21. Hattem
22. Heerde
23. Heumen
24. Lingewaard
25. Lochem
26. Maasdriel
27. Montferland
28. Neder-Betuwe
29. Nijkerk
30. Nijmegen
31. Nunspeet
32. Oldebroek
33. Oost Gelre
34. Oude IJsselstreek
35. Overbetuwe
36. Putten
37. Renkum
38. Rheden
39. Rozendaal
40. Scherpenzeel
41. Tiel
42. Voorst
43. Wageningen
44. West Betuwe
45. West Maas en Waal
46. Westervoort
47. Wijchen
48. Winterswijk
49. Zaltbommel
50. Zevenaar
51. Zutphen

## Groningen(10)
1. Eemsdelta
2. Groningen
3. Het Hogeland
4. Midden-Groningen
5. Oldambt
6. Pekela
7. Stadskanaal
8. Veendam
9. Westerkwartier
10. Westerwolde

## Limburg(31)
1. Beek
2. Beekdaelen
3. Beesel
4. Bergen
5. Brunssum
6. Echt-Susteren
7. Eijsden-Margraten
8. Gennep
9. Gulpen-Wittem
10. Heerlen
11. Horst aan de Maas
12. Kerkrade
13. Landgraaf
14. Leudal
15. Maasgouw
16. Maastricht
17. Meerssen
18. Mook en Middelaar
19. Nederweert
20. Peel en Maas
21. Roerdalen
22. Roermond
23. Simpelveld
24. Sittard-Geleen
25. Stein
26. Vaals
27. Valkenburg aan de Geul
28. Venlo
29. Venray
30. Voerendaal
31. Weert

## Noord-Brabant(56)
1. Alphen-Chaam
2. Altena
3. Asten
4. Baarle-Nassau
5. Bergeijk
6. Bergen op Zoom
7. Bernheze
8. Best
9. Bladel
10. Boekel
11. Boxtel
12. Breda
13. Cranendonck
14. Deurne
15. Dongen
16. Drimmelen
17. Eersel
18. Eindhoven
19. Etten-Leur
20. Geertruidenberg
21. Geldrop-Mierlo
22. Gemert-Bakel
23. Gilze en Rijen
24. Goirle
25. Halderberge
26. Heeze-Leende
27. Helmond
28. 's-Hertogenbosch
29. Heusden
30. Hilvarenbeek
31. Laarbeek
32. Land van Cuijk
33. Loon op Zand
34. Maashorst
35. Meierijstad
36. Moerdijk
37. Nuenen c.a.
38. Oirschot
39. Oisterwijk
40. Oosterhout
41. Oss
42. Reusel-De Mierden
43. Roosendaal
44. Rucphen
45. Sint-Michielsgestel
46. Someren
47. Son en Breugel
48. Steenbergen
49. Tilburg
50. Valkenswaard
51. Veldhoven
52. Vught
53. Waalre
54. Waalwijk
55. Woensdrecht
56. Zundert

## Noord-Holland(44)
1. Aalsmeer
2. Alkmaar
3. Amstelveen
4. Amsterdam
5. Bergen
6. Beverwijk
7. Blaricum
8. Bloemendaal
9. Castricum
10. Den Helder
11. Diemen
12. Dijk en Waard
13. Drechterland
14. Edam-Volendam
15. Enkhuizen
16. Gooise Meren
17. Haarlem
18. Haarlemmermeer
19. Heemskerk
20. Heemstede
21. Heiloo
22. Hilversum
23. Hollands Kroon
24. Hoorn
25. Huizen
26. Koggenland
27. Landsmeer
28. Laren
29. Medemblik
30. Oostzaan
31. Opmeer
32. Ouder-Amstel
33. Purmerend
34. Schagen
35. Stede Broec
36. Texel
37. Uitgeest
38. Uithoorn
39. Velsen
40. Waterland
41. Wijdemeren
42. Wormerland
43. Zaanstad
44. Zandvoort

## Overijssel(25)
1. Almelo
2. Borne
3. Dalfsen
4. Deventer
5. Dinkelland
6. Enschede
7. Haaksbergen
8. Hardenberg
9. Hellendoorn
10. Hengelo
11. Hof van Twente
12. Kampen
13. Losser
14. Oldenzaal
15. Olst-Wijhe
16. Ommen
17. Raalte
18. Rijssen-Holten
19. Staphorst
20. Steenwijkerland
21. Tubbergen
22. Twenterand
23. Wierden
24. Zwartewaterland
25. Zwolle

## Utrecht(26)
1. Amersfoort
2. Baarn
3. De Bilt
4. Bunnik
5. Bunschoten
6. Eemnes
7. Houten
8. IJsselstein
9. Leusden
10. Lopik
11. Montfoort
12. Nieuwegein
13. Oudewater
14. Renswoude
15. Rhenen
16. De Ronde Venen
17. Soest
18. Stichtse Vecht
19. Utrecht
20. Utrechtse Heuvelrug
21. Veenendaal
22. Vijfheerenlanden
23. Wijk bij Duurstede
24. Woerden
25. Woudenberg
26. Zeist

## Zeeland(13)
1. Borsele
2. Goes
3. Hulst
4. Kapelle
5. Middelburg
6. Noord-Beveland
7. Reimerswaal
8. Schouwen-Duiveland
9. Sluis
10. Terneuzen
11. Tholen
12. Veere
13. Vlissingen

## Zuid-Holland(50)
1. Alblasserdam
2. Albrandswaard
3. Alphen aan den Rijn
4. Barendrecht
5. Bodegraven-Reeuwijk
6. Capelle aan den IJssel
7. Delft
8. Den Haag ('s-Gravenhage)
9. Dordrecht
10. Goeree-Overflakkee
11. Gorinchem
12. Gouda
13. Hardinxveld-Giessendam
14. Hendrik-Ido-Ambacht
15. Hillegom
16. Hoeksche Waard
17. Kaag en Braassem
18. Katwijk
19. Krimpen aan den IJssel
20. Krimpenerwaard
21. Lansingerland
22. Leiden
23. Leiderdorp
24. Leidschendam-Voorburg
25. Lisse
26. Maassluis
27. Midden-Delfland
28. Molenlanden
29. Nieuwkoop
30. Nissewaard
31. Noordwijk
32. Oegstgeest
33. Papendrecht
34. Pijnacker-Nootdorp
35. Ridderkerk
36. Rijswijk
37. Rotterdam
38. Schiedam
39. Sliedrecht
40. Teylingen
41. Vlaardingen
42. Voorne aan Zee
43. Voorschoten
44. Waddinxveen
45. Wassenaar
46. Westland
47. Zoetermeer
48. Zoeterwoude
49. Zuidplas
50. Zwijndrecht